# Szwajcaria na Zimowych Igrzyskach Olimpijskich 1984
Szwajcarię na Zimowych Igrzyskach Olimpijskich 1984 reprezentowało 42 zawodników: dwadzieścia dziewięć mężczyzn i trzynaście kobiet. Był to czternasty start reprezentacji Szwajcarii na zimowych igrzyskach olimpijskich.

## Medaliści
| Medal  | Imię i nazwisko                                               | Dyscyplina            | Konkurencja            |
| ------ | ------------------------------------------------------------- | --------------------- | ---------------------- |
| złoto  | Max Julen                                                     | Narciarstwo alpejskie | Slalom gigant mężczyzn |
| złoto  | Michela Figini                                                | Narciarstwo alpejskie | Zjazd kobiet           |
| srebro | Peter Müller                                                  | Narciarstwo alpejskie | Zjazd mężczyzn         |
| srebro | Maria Walliser                                                | Narciarstwo alpejskie | Zjazd kobiet           |
| brąz   | Silvio Giobellina Heinz Stettler Urs Salzmann Rico Freiermuth | Bobsleje              | Czwórki                |

## Skład reprezentacji

### Narciarstwo alpejskie
Mężczyźni
| Zawodnik          | Konkurencja   | Wyścig 1     | Wyścig 1 | Wyścig 2 | Wyścig 2 | Łącznie      | Łącznie |
| Zawodnik          | Konkurencja   | Czas         | Miejsce  | Czas     | Miejsce  | Czas         | Miejsce |
| ----------------- | ------------- | ------------ | -------- | -------- | -------- | ------------ | ------- |
| Conradin Cathomen | Zjazd         |              |          |          |          | 1:47.63      | 14      |
| Urs Räber         | Zjazd         |              |          |          |          | 1:46.32      | 5       |
| Pirmin Zurbriggen | Zjazd         |              |          |          |          | 1:46.05      | 4       |
| Peter Müller      | Zjazd         |              |          |          |          | 1:45.86      |         |
| Pirmin Zurbriggen | Slalom gigant | Nie ukończył | –        | –        | –        | Nie ukończył | –       |
| Joël Gaspoz       | Slalom gigant | 1:21.98      | 8        | 1:21.62  | 10       | 2:43.60      | 10      |
| Thomas Bürgler    | Slalom gigant | 1:21.75      | 7        | 1:22.09  | 15       | 2:43.84      | 11      |
| Max Julen         | Slalom gigant | 1:20.54      | 1        | 1:20.64  | 2        | 2:41.18      |         |
| Max Julen         | Slalom        | Nie ukończył | –        | –        | –        | Nie ukończył | –       |
| Pirmin Zurbriggen | Slalom        | Nie ukończył | –        | –        | –        | Nie ukończył | –       |
| Joël Gaspoz       | Slalom        | Nie ukończył | –        | –        | –        | Nie ukończył | –       |
| Thomas Bürgler    | Slalom        | 53.16        | 11       | 48.87    | 9        | 1:42.03      | 10      |

Kobiety
| Zawodniczka     | Konkurencja   | Wyścig 1      | Wyścig 1 | Wyścig 2 | Wyścig 2 | Łącznie       | Łącznie |
| Zawodniczka     | Konkurencja   | Czas          | Miejsce  | Czas     | Miejsce  | Czas          | Miejsce |
| --------------- | ------------- | ------------- | -------- | -------- | -------- | ------------- | ------- |
| Brigitte Oertli | Zjazd         |               |          |          |          | 1:14.93       | 12      |
| Ariane Ehrat    | Zjazd         |               |          |          |          | 1:13.95       | 4       |
| Maria Walliser  | Zjazd         |               |          |          |          | 1:13.41       |         |
| Michela Figini  | Zjazd         |               |          |          |          | 1:13.36       |         |
| Maria Walliser  | Slalom gigant | Nie ukończyła | –        | –        | –        | Nie ukończyła | –       |
| Monika Hess     | Slalom gigant | 1:10.90       | 14       | 1:13.68  | 19       | 2:24.58       | 15      |
| Michela Figini  | Slalom gigant | 1:10.58       | 12       | 1:12.76  | 11       | 2:23.34       | 12      |
| Erika Hess      | Slalom gigant | 1:10.54       | 11       | 1:11.97  | 3        | 2:22.51       | 7       |
| Brigitte Oertli | Slalom        | Nie ukończyła | –        | –        | –        | Nie ukończyła | –       |
| Erika Hess      | Slalom        | 49.57         | 10       | 48.34    | 3        | 1:37.91       | 5       |
| Monika Hess     | Slalom        | 49.55         | 9        | 49.12    | 10       | 1:38.67       | 11      |

### Biathlon
Mężczyźni
| Konkurencja  | Zawodnik   | Pudła 1 | Czas    | Miejsce |
| ------------ | ---------- | ------- | ------- | ------- |
| 10 km Sprint | Beat Meier | 4       | 34:22.1 | 32      |

| Konkurencja | Zawodnik   | Czas      | Kary | Skorygowany czas 2 | Miejsce |
| ----------- | ---------- | --------- | ---- | ------------------ | ------- |
| 20 km       | Beat Meier | 1'14:24.4 | 7    | 1'21:24.4          | 31      |

### Bobsleje
| Osada | Zawodnicy                      | Konkurencja | Ślizg 1 | Ślizg 1 | Ślizg 2 | Ślizg 2 | Ślizg 3 | Ślizg 3 | Ślizg 4 | Ślizg 4 | Łącznie | Łącznie |
| Osada | Zawodnicy                      | Konkurencja | Czas    | Miejsce | Czas    | Miejsce | Czas    | Miejsce | Czas    | Miejsce | Czas    | Miejsce |
| ----- | ------------------------------ | ----------- | ------- | ------- | ------- | ------- | ------- | ------- | ------- | ------- | ------- | ------- |
| SUI-1 | Hans Hiltebrand Meinrad Müller | Dwójki      | 51.73   | 4       | 52.21   | 5       | 51.35   | 5       | 51.47   | 5       | 3:26.76 | 5       |
| SUI-2 | Ralph Pichler Rico Freiermuth  | Dwójki      | 52.21   | 6       | 52.21   | 5       | 51.84   | 7       | 51.97   | 6       | 3:28.23 | 6       |

| Osada | Zawodnicy                                                     | Konkurencja | Ślizg 1 | Ślizg 1 | Ślizg 2 | Ślizg 2 | Ślizg 3 | Ślizg 3 | Ślizg 4 | Ślizg 4 | Łącznie | Łącznie |
| Osada | Zawodnicy                                                     | Konkurencja | Czas    | Miejsce | Czas    | Miejsce | Czas    | Miejsce | Czas    | Miejsce | Czas    | Miejsce |
| ----- | ------------------------------------------------------------- | ----------- | ------- | ------- | ------- | ------- | ------- | ------- | ------- | ------- | ------- | ------- |
| SUI-1 | Silvio Giobellina Heinz Stettler Urs Salzmann Rico Freiermuth | Czwórki     | 49.92   | 3       | 50.48   | 3       | 50.49   | 3       | 50.50   | 3       | 3:21.39 |         |
| SUI-2 | Ekkehard Fasser Hans Märchy Kurt Poletti Rolf Strittmatter    | Czwórki     | 50.46   | 5       | 50.60   | 4       | 50.81   | 4       | 51.03   | 5       | 3:22.90 | 4       |

### Biegi narciarskie
Mężczyźni
| Konkurencja | Zawodnik            | Wyścig    | Wyścig  |
| Konkurencja | Zawodnik            | Czas      | Miejsce |
| ----------- | ------------------- | --------- | ------- |
| 15 km       | Markus Fähndrich    | 44:08.0   | 32      |
| 15 km       | Konrad Hallenbarter | 44:00.3   | 28      |
| 15 km       | Giachem Guidon      | 42:45.9   | 12      |
| 15 km       | Andi Grünenfelder   | 42:45.7   | 11      |
| 30 km       | Daniel Sandoz       | 1'39:18.6 | 46      |
| 30 km       | Konrad Hallenbarter | 1'35:23.2 | 28      |
| 30 km       | Giachem Guidon      | 1'33:28.3 | 20      |
| 30 km       | Andi Grünenfelder   | 1'33:26.4 | 19      |
| 50 km       | Markus Fähndrich    | 2'25:26.4 | 25      |
| 50 km       | Giachem Guidon      | 2'24:25.9 | 19      |
| 50 km       | Konrad Hallenbarter | 2'21:11.6 | 9       |
| 50 km       | Andi Grünenfelder   | 2'19:46.2 | 6       |

Sztafeta mężczyzn 4 × 10 km
| Zawodnicy                                                        | Wyścig    | Wyścig  |
| Zawodnicy                                                        | Czas      | Miejsce |
| ---------------------------------------------------------------- | --------- | ------- |
| Giachem Guidon Konrad Hallenbarter Joos Ambühl Andi Grünenfelder | 1'58:06.0 | 5       |

Kobiety
| Konkurencja | Zawodniczka             | Wyścig    | Wyścig  |
| Konkurencja | Zawodniczka             | Czas      | Miejsce |
| ----------- | ----------------------- | --------- | ------- |
| 5 km        | Monika Germann          | 19:42.0   | 42      |
| 5 km        | Christina Gilli-Brügger | 18:56.2   | 35      |
| 5 km        | Karin Thomas            | 18:30.4   | 26      |
| 5 km        | Evi Kratzer             | 17:47.5   | 9       |
| 10 km       | Monika Germann          | 35:36.0   | 38      |
| 10 km       | Karin Thomas            | 34:31.6   | 23      |
| 10 km       | Christina Gilli-Brügger | 34:17.8   | 20      |
| 10 km       | Evi Kratzer             | 33:04.8   | 11      |
| 20 km       | Monika Germann          | 1'08:25.5 | 34      |
| 20 km       | Karin Thomas            | 1'06:36.1 | 22      |
| 20 km       | Evi Kratzer             | 1'03:56.4 | 8       |

Sztafeta kobiet 4 × 5 km
| Zawodniczki                                                     | Wyścig    | Wyścig  |
| Zawodniczki                                                     | Czas      | Miejsce |
| --------------------------------------------------------------- | --------- | ------- |
| Karin Thomas Monika Germann Christina Gilli-Brügger Evi Kratzer | 1'09:40.3 | 6       |

### Łyżwiarstwo figurowe
Kobiety
| Zawodniczka      | Konkurencja | Nota | Miejsce |
| ---------------- | ----------- | ---- | ------- |
| Myriam Oberwiler | Solistki    | 28.2 | 14      |
| Sandra Cariboni  | Solistki    | 20.0 | 11      |

### Kombinacja norweska
Konkurencje:
- Skocznia normalna
- bieg na 15 km

| Zawodnik         | Konkurencja  | Skok      | Skok      | Skok   | Skok    | Bieg    | Bieg    | Bieg    | Łącznie | Łącznie |
| Zawodnik         | Konkurencja  | Dystans 1 | Dystans 2 | Punkty | Miejsce | Czas    | Punkty  | Miejsce | Punkty  | Miejsce |
| ---------------- | ------------ | --------- | --------- | ------ | ------- | ------- | ------- | ------- | ------- | ------- |
| Walter Hurschler | Indywidualny | 66.0      | 74.0      | 143.8  | 28      | 48:12.4 | 204.940 | 4       | 348.740 | 26      |

### Skoki narciarskie
| Zawodnik            | Konkurencja       | Skok 1  | Skok 1 | Skok 2  | Skok 2 | Łącznie | Łącznie |
| Zawodnik            | Konkurencja       | Dystans | Punkty | Dystans | Punkty | Punkty  | Miejsce |
| ------------------- | ----------------- | ------- | ------ | ------- | ------ | ------- | ------- |
| Fabrice Piazzini    | Skocznia normalna | 75.0    | 76.5   | 73.5    | 76.1   | 152.6   | 53      |
| Christian Hauswirth | Skocznia normalna | 73.5    | 76.6   | 76.0    | 82.6   | 159.2   | 48      |
| Hansjörg Sumi       | Skocznia normalna | 80.0    | 89.5   | 80.0    | 89.0   | 178.5   | 32      |
| Fabrice Piazzini    | Skocznia duża     | 91.5    | 74.8   | 92.5    | 76.7   | 151.5   | 40      |
| Hansjörg Sumi       | Skocznia duża     | 99.0    | 88.3   | 98.5    | 88.1   | 176.4   | 22      |

### Łyżwiarstwo szybkie
Kobiety
| Konkurencja    | Zawodniczka    | Wyścig  | Wyścig  |
| Konkurencja    | Zawodniczka    | Czas    | Miejsce |
| -------------- | -------------- | ------- | ------- |
| Bieg na 500 m  | Silvia Brunner | 42.99   | 11      |
| Bieg na 1000 m | Silvia Brunner | 1:26.61 | 11      |
| Bieg na 1500 m | Silvia Brunner | 2:12.62 | 16      |